# 예루살렘 (찬가)

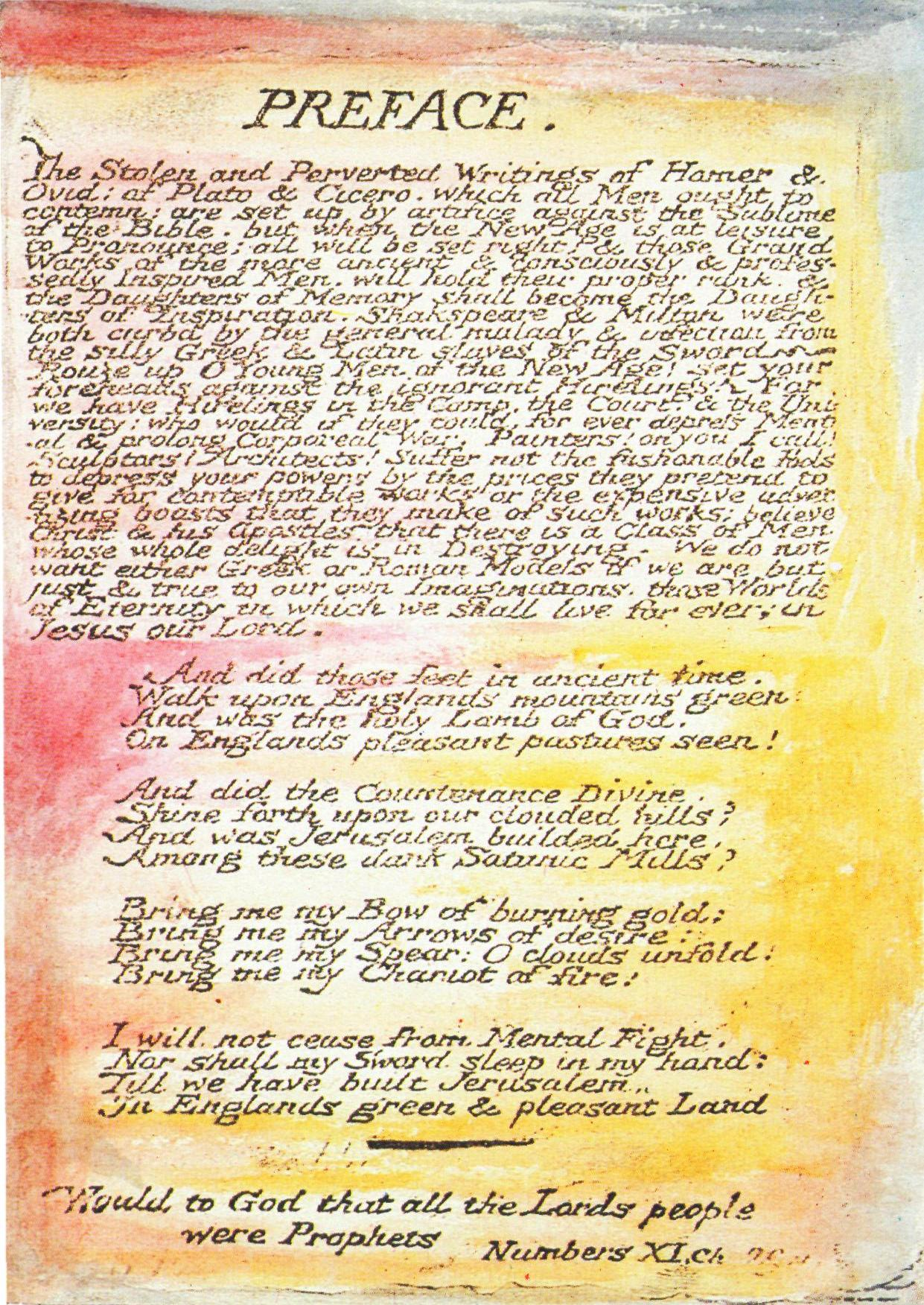
블레이크에 의해 채색된 《밀턴》의 서문

《예루살렘(Jerusalem)》은 18세기 영국의 시인 윌리엄 블레이크가 자신이 쓴 예언서 《밀턴 (Milton)》에 게재한 시이다. 1916년 작곡가 휴버트 패리가 합창곡 형태로 발표했다. 시의 원래 제목인 《아득한 옛날 저들의 발길은》(And did those feet in ancient time)이라는 제목으로 알려져 있다.
또한 이 곡은 잉글랜드의 비공식 국가이며, 영국 노동당의 당 대회에서도 많이 불리는 노래이다.

## 가사
1808년 윌리엄 블레이크(William Blake)의 시이다.
And did those feet in ancient time,

Walk upon Englands mountains green:

And was the holy Lamb of God,

On Englands pleasant pastures seen!

아득한 옛날 저들의 발길은

잉글랜드의 푸른 산 위를 거닐었는가?

거룩하신 하나님의 어린양이

잉글랜드의 기쁨의 들판 위에 보였는가!

And did the Countenance Divine,

Shine forth upon our clouded hills?

And was Jerusalem builded here,

Among these dark Satanic Mills?

그 성스러운 얼굴이

정녕 우리의 구름낀 언덕에 빛을 비추셨는가?

정말로 예루살렘이 이 땅 위에,

이 어두운 사탄의 방앗간들 사이에 세워졌단 말인가?

Bring me my Bow of burning gold;

Bring me my Arrows of desire:

Bring me my Spear: O clouds unfold!

Bring me my Chariot of fire!

금빛으로 불타는 나의 활을 가져오너라

나의 염원을 지닌 화살을 가져오너라

나의 창을 가져오너라, 오 구름이 펼쳐지는구나!

내 불의 전차를 가져오너라!

I will not cease from Mental Fight,

Nor shall my Sword sleep in my hand:

Till we have built Jerusalem,

In Englands green & pleasant Land

나는 싸움을 멈추지 않으리,

나의 검도 내 손에서 멈추지 않게 하리라.

우리가 잉글랜드의 푸르고 즐거운 땅에

예루살렘을 세울 때까지.
그리고 시 밑에 블레이크는 성경의 구절 하나를 써놓았다.
"여호와께서는 주의 모든 백성이 다 선지자가 되게 하시기를 원하노라" (Would to God that all the Lords people were Prophets)
민수기 11장 29절 (Numbers XI. Ch 29.v)

## 내용
이 시는 성경의 요한의 묵시록의 영감을 받아 어린 예수가 아리마태아의 요셉과 함께 지금의 영국을 여행하며 글라스톤베리를 방문하는 외경의 이야기를 가정한다.  또한 이 시는 존 밀턴의 <영국의 역사> 에도 나오는 아리마태아의 요셉 혼자서 예수의 사망이후에 고대 영국으로 가 설교를 하러 여행을 한 것에 영감을 받았다.

## 역사
이 노래는 산업혁명에 반대하는 의미를 지니고 있다. 가사중 어두운 사탄의 맷돌들은 제분공장을 의미하며, "Mental Fight"는 다만 정신적이거나 신앙적인 싸움의 은유가 아니라, 전 구절에서 나열된 냉병기들과 같이 물리적인 수단을 동원하는 반산업혁명 운동을 의미한다.
1920년대 여성의 참정권 부여를 목적으로 한 영국의 단체인 여성의 참정권을 위한 전국 연합(National Union of Women's Suffrage Societies)의 대표 가곡으로 사용되었다. 코먼웰스 게임에 참가하는 잉글랜드 선수단이 2010년 대회부터 잉글랜드를 대표하는 노래로 사용하고 있다.